# Marc Cerboni
Marc Cerboni (Nizza, 20 ottobre 1955 – Saint-Étienne-de-Tinée, 2 dicembre 1990) è stato uno schermidore francese, vincitore di una medaglia di bronzo nella scherma ai giochi olimpici.